# Droga wojewódzka nr 756
Droga wojewódzka nr 756 (DW756) – droga wojewódzka ze Starachowic do Stopnicy o długości 74 km. Droga przebiega przez powiaty: starachowicki, kielecki, staszowski i buski w województwie świętokrzyskim.

## Miejscowości leżące przy trasie DW756
- Starachowice
- Rzepin
- Pawłów
- Warszówek
- Ambrożów
- Chybice
- Bostów
- Sosnówka
- Rudki
- Serwis
- Nowa Słupia
- Milanowska Wólka
- Dębniak
- Paprocice
- Zamkowa Wola
- Płucki
- Łagów
- Wola Łagowska
- Sadków
- Rembów
- Raków
- Życiny
- Osówka
- Szydłów
- Wola Żyzna
- Solec
- Brzozówka
- Kargów
- Żerniki Dolne
- Falęcin Stary
- Kąty Nowe
- Stopnica